# Marché de Mayaka
Le marché de Mayaka est un marché situé dans l’arrondissement de Mvoumvou, à Pointe-Noire, en république du Congo. Il tient une place centrale dans le quotidien des habitants du quartier, jouant un rôle économique, social et urbain important. 

## Historique
Selon l’histoire urbaine de Pointe-Noire, le développement du quartier Mvoumvou, où se trouve le marché Mayaka, a été influencé par d’importantes modifications topographiques  notamment le remblayage de la lagune et la création de nouvelles routes reliant différentes parties de la ville. Le quartier lui-même tire son nom et son organisation de traditions orales et de migrations internes, où l’établissement de nouveaux marchés accompagnait le déplacement de populations et la croissance urbaine.
Le marché Mayaka s’est animé grâce à la croissance démographique de Mvoumvou et à la structuration du commerce local. Il fait partie des marchés recensés depuis les années 1970 dans l’agglomération de Brazzaville-Pointe-Noire, ayant évolué avec les besoins d’une population de plus en plus nombreuse et l’émergence de nouvelles habitudes de consommation. Ses horaires sont souples, mais la période de plus forte activité s’étend généralement le matin, dès l’approvisionnement des détaillants.

## Construction
Le marché de Mayaka se développe le long d’une corniche, ce qui impose une organisation stricte pour éviter l’encombrement et les dangers sur la voie publique. Cette contrainte géographique influence la structure dense et animée du marché, qui doit s’adapter à la pression urbaine et aux exigences de sécurité routière. Le marché propose une grande diversité de produits, avec une importance particulière pour la viande de brousse, faisant de ce marché un des plus approvisionnés après le marché central de la ville. Sa fréquentation élevée nécessite une gestion rigoureuse des infrastructures (sanitaires, gestion des déchets, accès). Des travaux ponctuels ont été réalisés sur les réseaux d’eau et voiries, reflétant la volonté des autorités d’améliorer et sécuriser les conditions autour du marché.

### État actuel
Le marché Mayaka est structuré autour de la corniche, concentrant de nombreux étals et commerçants. Il joue un rôle clef pour des populations locales et rurales, servant de carrefour pour la distribution de produits agricoles, artisanaux et alimentaires.  Des enjeux de gestion (insalubrité, sécurité, stationnements non conventionnels, entretien des infrastructures) existent toujours mais font l’objet d’améliorations continues[réf. nécessaire].
Le marché de Mayaka reflète l’histoire vivante de Mvoumvou et son adaptation dynamique à l’urbanisation, tout en restant un pôle essentiel d’échanges économiques et sociaux pour Pointe-Noire.